# Аустроугарска ратна морнарица
Аустроугарска ратна морнарица (њем. Kaiserlich und Königliche Kriegsmarine, скраћено K.u.K. Kriegsmarine) била је поморска сила Аустроугарског царства. Постојала је од успостављања Двојне Монархије 1867. до краја Првог светског рата. Прије 1867, аустријске поморске снаге биле су у рукама Аустријског царства.

## Познати морнарички официри
- Вилхелм фон Тегетоф — адмирал у половини 19. века.
- Миклош Хорти — адмирал у време Првог светског рата, касније мађарски регент.
- Георг Ритер фон Трап — подморнички официр.